# Jieun
Song Ji-eun (hangul: 송지은), även känd under artistnamnet Jieun, född 5 maj 1990 i Seoul, är en sydkoreansk sångerska och skådespelare.
Hon har varit medlem i den sydkoreanska tjejgruppen Secret sedan gruppen debuterade 2009. Jieun gjorde solodebut med singelalbumet Hope Torture den 30 september 2013. Som skådespelare har hon medverkat i ett flertal TV-draman.

## Karriär
Jieun gjorde först audition hos JYP Entertainment. Där spelade hon in OST till koreanska TV-dramaserier och förberedde en debut som medlem i en ny tjejgrupp hos JYP. Gruppen som också skulle ha bestått av Hyolin (idag Sistar) och UJi (idag Bestie) blev dock aldrig av och Jieun lämnade skivbolaget. Hon skrev istället på kontrakt med TS Entertainment där hon i oktober 2009 gjorde debut i skivbolagets nya tjejgrupp Secret. 
Sedan dess har Jieun varit med och släppt ett flertal framgångsrika album och singlar med Secret men har också debuterat som soloartist. År 2011 hade hon en singeletta på den nationella musiktopplistan Gaon Chart med låten "Going Crazy".
Jieun gjorde solocomeback den 23 september 2014 med singeln "Don't Look at Me Like That". Låten debuterade på plats 27 på Gaon Chart för veckan som slutade den 27 september och sålde fler än 70 000 digitala nedladdningar under de fyra första dagarna. Låtens musikvideo har dessutom uppnått fler än 380 000 visningar på Youtube.

## Diskografi

### Album
| Albuminformation                                       | Topplacering          | Topplacering   |
| Albuminformation                                       | Sydkorea (Gaon Chart) | Japan (Oricon) |
| Koreanska                                              | Koreanska             | Koreanska      |
| ------------------------------------------------------ | --------------------- | -------------- |
| Hope Torture (Singelalbum) - Släppt: 30 september 2013 | 6                     | —              |
| 25 (EP-skiva) - Släppt: 14 oktober 2014                | 6                     | —              |
| Bobby Doll (EP-skiva) - Släppt: 20 september 2016      | 5                     | 285            |
| Japanska                                               |                       |                |
| 25 (EP-skiva) - Släppt: 2 december 2014                | —                     | 29             |

### Singlar
| År   | Titel                        | Topplacering          | Topplacering   |
| År   | Titel                        | Sydkorea (Gaon Chart) | Japan (Oricon) |
| ---- | ---------------------------- | --------------------- | -------------- |
| 2009 | "Yesterday" (med Hwanhee)    | 27                    | —              |
| 2011 | "Going Crazy" (med Yongguk)  | 1                     | —              |
| 2013 | "Hope Torture"               | 9                     | —              |
| 2014 | "Don't Look At Me Like That" | 27                    | —              |
| 2014 | "Pretty Age 25"              | 15                    | —              |
| 2015 | "Cool Night" (med Sleepy)    | 18                    | —              |
| 2016 | "Bobby Doll"                 | 105                   | —              |

### Soundtrack
| År   | Titel                       | Topplacering          | Drama/Film                              |
| År   | Titel                       | Sydkorea (Gaon Chart) | Drama/Film                              |
| ---- | --------------------------- | --------------------- | --------------------------------------- |
| 2007 | "Learning to Fly"           | —                     | Air City                                |
| 2008 | "Bichunmooga"               | —                     | Bichunmoo                               |
| 2008 | "Perfume" (med PK Heman)    | —                     | The Lawyers of The Great Republic Korea |
| 2012 | "It's Cold"                 | —                     | Take Care of Us, Captain                |
| 2014 | "If Only I Could Go to You" | —                     | God's Gift: 14 Days                     |
| 2015 | "Person I Miss"             | —                     | Shine or Go Crazy                       |
| 2015 | "D.N.A Love" (med Alex Chu) | —                     | Flirty Boy and Girl                     |
| 2017 | "Same" (med Sung Hoon)      | —                     | My Secret Romance                       |

## Filmografi

### TV-drama
| År   | Titel                          | Kanal         | Roll        |
| ---- | ------------------------------ | ------------- | ----------- |
| 2010 | More Charming By the Day       | MBC           | cameoroll   |
| 2012 | Shut Up Family                 | KBS2          | cameoroll   |
| 2013 | A Bit of Love (Remaining Love) | KBS2          | Do Ji-won   |
| 2014 | Longing for Spring             | Naver TV Cast | Yang Mal-ja |
| 2015 | Superhuman Generation          | tvN           | Jieun       |
| 2015 | Immutable Law of First Love    | Naver TV Cast | Lee Yeo-ri  |
| 2015 | Sweet Home, Sweet Honey        | KBS2          | Oh Bom      |
| 2017 | My Secret Romance              | OCN           | Lee Yoo-mi  |